# Этерович, Никола
Никола Этерович (хорв. Nikola Eterović; род. 20 января 1951 года, Пучишче, Брач, СФРЮ) — хорватский прелат, ватиканский дипломат и куриальный сановник. Титулярный архиепископ Сисака с 22 мая 1999 по 25 ноября 2009. Апостольский нунций на Украине с 22 мая 1999 по 11 февраля 2004. Генеральный секретарь Всемирного Синода епископов Римско-католической церкви с 11 февраля 2004 по 21 сентября 2013. Титулярный архиепископ Гибалае с 25 ноября 2009. Апостольский нунций в Германии с 21 сентября 2013.

## Биография
Окончил медицинский институт, прошёл действительную военную службы (военно-морской флот).
Окончил духовную семинарию в Сплите, а потом, Папский Григорианский университет в Риме.
26 июня 1977 года рукоположён в священники.
В 1980 году поступил на дипломатическую службу Ватикана. Был сотрудником нунциатур в Кот-д’Ивуаре, Испании и Никарагуа, а также работал в Секретариате по связям с государствами в Ватикане.
22 мая 1999 года назначен титулярным архиепископом Сисака. С 22 мая 1999 года по 11 февраля 2004 года — Апостольский нунций на Украине. 10 июля 1999 года хиротонисан в епископский сан.
В 2001 году был одним из главных организаторов визита на Украину папы Иоанна Павла II.
С 11 февраля 2004 года по 21 сентября 2013 года — генеральный секретарь Синода епископов Римско-католической церкви. С 30 ноября 2009 года — титулярный архиепископ Гибалае.
С 2009 года — член Конгрегации евангелизации народов. С 2011 года — член Папского совета по содействию новой евангелизации.
21 сентября 2013 года Папа Франциск назначил Николу Этеровича апостольским нунцием в Германии, сместив его с поста генерального секретаря Всемирного синода епископов.

## Владение языками
Кроме родного языка (Хорватский язык), владеет 8 языками: итальянским, английским, немецким, французским, испанским, украинским, русским и польским языками.

## Награды
- Орден князя Ярослава Мудрого V степени (Украина, 2004 год)[4]

## Труды
- Микола Етерович Дорогами України, 2008 ISBN 978-966-8744-44-0 [5]